# Minimici
Minimi, bracia najmniejsi, eremici św. Franciszka z Paoli, właściwie Minimici (łac. Ordo fratrum minimorum – OM) – zakon katolicki wzorowany na regule franciszkanów.

## Historia
Pierwszą regułę założonego przez św. Franciszka z Paoli w XV w. zakonu zatwierdził w 1471 roku arcybiskup Pirro Caracciolo (zob. historia Archidiecezji Cosenza-Bisignano), a zatwierdził ją papież Sykstus IV w 1474 roku. W 1493 roku Aleksander VI nadał zakonowi nazwę Zakon Braci Najmniejszych. Różni się od swego pierwowzoru, zakonu franciszkanów, większą surowością: w 1501 roku wprowadzono czwarty ślub łac. vita quadragesimalis, wymagający abstynencji od świeżego mięsa, ryb, jajek, masła, mleka.
Po śmierci założyciela istniały już prowincje we Włoszech, Francji, Hiszpanii i w Niemczech. Powstały też prowincje w Polsce (1493) i na Karaibach (1635).
Istniała też żeńska odmiana tego zakonu licząca w tym czasie 360 sióstr. W 1623 roku szacowano liczbę zakonników na 6430. Przełożeni zakonu od 1605 roku wybierani są na sześcioletnie kadencje (wcześniej co trzy lata). Strojem zakonnym jest czarny, wełniany habit z szerokimi rękawami, przepasany cienkim sznurkiem. Po rewolucji francuskiej zmalała liczba minimitów.
Niektóre aspekty zasad pokuty złagodzono w 1973 roku. Współcześnie istnieje 19 konwentów zakonnych, w których żyje 330 zakonników; 15 konwentów we Włoszech, 2 na Sycylii, 1 na Sardynii i 1 w Hiszpanii. Główną siedzibą jest klasztor przy bazylice św. Andrzeja „delle Fratte” w Rzymie.

## Znani minimici
- Św. Franciszek z Paoli (1416-1507)
- Marin Mersenne (1588-1648)
- Bł. Mikołaj Barré (1621-1686)
- Charles Plumier (1646-1704)
- Louis Feuillée (1660-1732)